# Макала
Макала (фр. Makala, лингала Makála) — коммуна города Киншаса, столицы Демократической Республики Конго.

## Описание
Макала — одна из 24 коммун, которые являются административными единицами Киншасы. Она расположена в районе Фуна в юго-западной части города. Площадь коммуны 5,6 км, а население по оценкам на 2004 год составляет 253 844 человек, плотность населения 45,000 чел./км².
Администрацию Макала возглавляет назначенный правительством бургомистр. По состоянию на 2020 год бургомистром является Мусса Абдул Разак.